# MontaVista
MontaVista（英語：MontaVista Software）是一間美國軟體公司，總部位於加州聖塔克拉拉，專長在於嵌入式Linux裝置的開發。
它在1999年由詹姆士·雷迪成立。2009年11月10日，Cavium Networks公司以五千萬美金的價格將它收購。

## 外部連結
- MontaVista Software官網（页面存档备份，存于）